# 突厥语大词典
《突厥语大词典》（阿拉伯语：‎，羅馬化：Dīwān Lughāt al-Turk）是一部成书于1070年代的以阿拉伯语注释突厥语词汇的词典，由喀喇汗王朝语言学家麻赫穆德·喀什噶里于1072年至1077年在巴格达写成。全书共三卷，收录突厥语汇约7500条。许多词条所附的例句，引用了丰富的成语、谚语、民歌、俚语等口头文学材料作为解词释义的范例。该书不仅对研究突厥语言学有重要价值，而且对研究古代中亚地区诸突厥部落的历史、文化、地理、文学、民俗、社会情况等，也提供了大量极其珍贵的资料，具有很高的学术价值。目前现存唯一的手抄本保存在土耳其伊斯坦布尔市法提赫区的国民图书馆。